# Міжнародний день захисту клімату
Всесвітній День Захисту Клімату відзначається щорічно в усьому світі 15 травня.
Мета свята — звернення уваги міжнародної спільноти до проблеми зміни клімату. Установа цього свята стала відповіддю на заклик метеорологів захищати клімат як важливий ресурс, що впливає на добробут нинішніх і майбутніх поколінь.
Організатори численних акцій в багатьох країнах прагнуть не просто повідомити громадськість про існування такої небезпеки, а й показати шляхи вирішення проблеми через персональні дії кожного окремого громадянина.

## Проблема збереження клімату
Збереження клімату — одна з глобальних проблем, які сьогодні стоять перед людством. До числа основних проблем, які ведуть до необоротних кліматичних змін на планеті, відносяться підвищення концентрації парникових газів в атмосфері.
Глобальне потепління, підвищений вміст озону в атмосферному шарі, природні катаклізми, зміна погодних умов на планеті — все це веде до погіршення клімату Землі і, як наслідок, робить негативний вплив на продовольчу, життєву і майновий безпеку людей, плачевно позначається на стані природних ресурсів та збалансованому розвитку держав.

## Історія
Вперше це явище обговорювалося на світовому рівні в 1992 році — на так званому Саміті Землі в Ріо-де-Жанейро. Представники понад 180 країн світу підписали Рамкову Конвенцію ООН щодо Зміни Клімату про зміну клімату (РКЗК). Ця угода визначила загальні принципи дій держав, спрямовані на стабілізацію парникових газів в атмосфері на тому рівні, який не загрожує кліматичній системі Землі глобальним антропогенним впливом.
В кінці 1997 року на третій конференції сторін РКЗК, що проходила в Кіото (Японія), в доповнення до Конвенції був прийнятий знаменитий вже Кіотський протокол — міжнародний документ, який зобов'язує розвинені країни та країни з перехідною економікою скоротити або стабілізувати викиди парникових газів у 2008–2012 роках у порівнянні з 1990 роком.
Через 10 років, у грудні 2007 року, на Балі (Індонезія) відбулася ще одна конференція ООН, присвячена питанням зміни клімату. Її учасники — представники понад 190 держав — підписали міжнародну угоду, що закликає світових лідерів вжити потрібні заходи, з тим, щоб торговельно-промисловий сектор зменшив емісію вуглекислого газу.

## 350.org
- 350.org

350.org — це міжнародна громадська організація, яка об'єднує сотні тисяч активістів з усього світу, які працюють разом задля вирішення однієї з найбільших проблем людства — глобальної зміни клімату.
Назва організації походить від числа 350, яке означає безпеку клімату: за підрахунками вчених для безпеки клімату необхідно зменшити кількість вуглекислого газу в атмосфері з нинішнього рівня в 400 частин на мільйон до 350 частин на мільйон і нижче.
| Екологія | Це незавершена стаття з екології. Ви можете допомогти проєкту, виправивши або дописавши її. |

| свято | Це незавершена стаття про свято або пам'ятний день. Ви можете допомогти проєкту, виправивши або дописавши її. |